# Риджвея оливкова
Риджве́я оливкова (Arremonops rufivirgatus) — вид горобцеподібних птахів родини Passerellidae. Мешкає в Північній Америці.

## Опис
Довжина птаха становить 14-15,5 см. Спина, крила і хвіст оливкові, груди охристі, живіт білуватий. На тімені коричиневі смуги, черед очі проходять коричневі смуги. Дзьоб має конічну форму. Виду не притаманний статевий диморфізм, молоді птахи мають більш охристе забарвлення зі смужками на животі.

## Підвиди
Виділяють вісім підвидів:

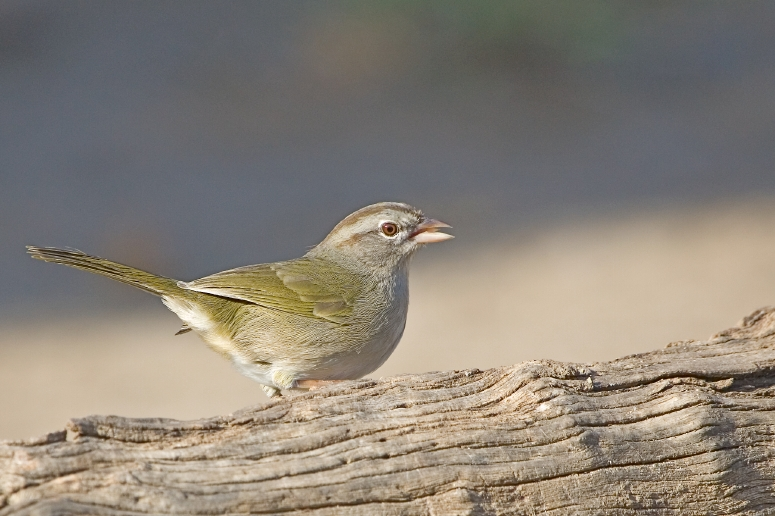
Оливкова риджвея

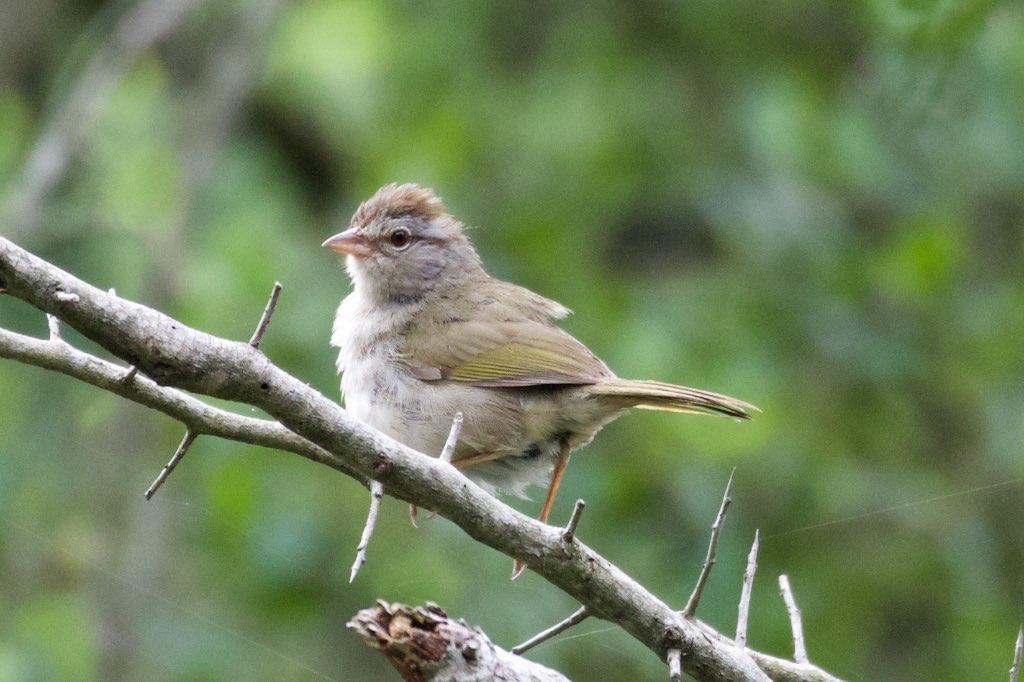
Оливкова риджвея

- A. r. rufivirgatus (Lawrence, 1851) — південний Техас, північно-східна і східна Мексика (від Коауїли і Нуево-Леона до Сан-Луїс-Потосі і північного Веракрусу);
- A. r. crassirostris (Ridgway, 1878) — узбережжя південно-східної Мексики (від Веракрусу до східної Пуебли і північної Оахаки);
- A. r. rhyptothorax Parkes, 1974 — півострів Юкатан;
- A. r. verticalis (Ridgway, 1878) — південний схід Юкатану, північна Гватемала і північний Беліз;
- A. r. sinaloae Nelson, 1899 — узбережжя західної Мексики (від Сіналоа до Наярита);
- A. r. sumichrasti (Sharpe, 1888) — узбережжя південно-західної Мексики (від Халіско до Коліми, Мічоакана і Оахаки);
- A. r. chiapensis Nelson, 1904 — південна Мексика (Центральна долина Чіапасу);
- A. r. superciliosus (Salvin, 1865) — південний схід Нікарагуа і північний захід Коста-Рики.

## Поширення і екологія
Оливкові риджвеї мешкають в США, Мексиці, Белізі, Гватемалі, Гондурасі, Нікарагуа і Коста-Риці. Вони живуть в сухих тропічних лісах і чагарникових заростях чапаралю. Зустрічаються на висоті до 1800 м над рівнем моря. Живляться комахами, павуками, насінням і плодами. Гніздо робиться з трави, гілочок, кори і листя, розміщується в чагарниках, на висоті від 0,5 до 1,5 м над землею. Сезон розмноження триває з березня по вересень. В кладці від 2 до 5 яєць.

## Збереження
МСОП класифікує цей вид як такий, що не потребує особливих заходів зі збереження. За оцінками дослідників, популяція оливкових риджвей становить приблизно 4,8 мільйони птахів.